# عربة الموتى
عربة الموتى هي مركبة كبيرة، كانت في الأصل مركبة خيل ولكن لاحقًا مع اختراع السيارات، أصبحت المركبات تستخدم لحمل جثة المتوفى ونقلها في تابوت في جنازة أو عزاء أو حفل تأبين.